# Q tko?
Q tko? (eng. Q Who?) šesnaesta je epizoda druge sezone američke znanstveno-fantastične serije Zvjezdane staze: Nova generacija. U epizodi se prvi put pojavljuje Borg, vrsta kiborga koja će ubuduće predstavljati jednog od najopasnijih neprijatelja Federacije.

## Radnja
Nakon što ga kapetan Picard odbije primiti kao člana posade, Q baca Enterprise na drugu stranu galaksije. Ubrzo nakon dolaska u neistraženi dio svemira, Enterprise se susretne s tuđinskim brodom. Iznenada se dva tuđinca - dijelom organska, a dijelom umjetna bića pojave u brodskoj strojarnici. Da stvari budu gore, Enterpriseova je obrana nemoćna protiv tih moćnih tuđinaca, koji počinju "izvlačiti" podatke s brodskih računala.

Proučivši brodske oslabljene obrambene sposobnosti, tuđinski (borgovski) brod zatraži predaju Enterprisea. Kada Picard to odbije, uslijedi kratka ali oštra bitka, koja oba broda ostavi teško oštećena i 18 mrtvih članova posade Enterprisea. Očajno želeći naučiti više o tom prividno nepobjedivom neprijatelju, Picard pošalje ekipu da istraži borgovski brod, kojeg nadzire Kolektivna Svijest, a ne individualni vođa.

Kad Data izvijesti kako je Borg zauzet popravljanjem svog broda, Picard naredi ekipi da se teleportiraju nazad, tako da Enterprise može pobjeći dok je Borg još uvijek neaktivan. Međutim, odmah nakon što je Enterprise krenuo kreće za njim je krenula i borgovska kocka.
Dok se kocka približava Enterpriseu, na mostu se pojavi Q, podrugujući se Picardu i vrijeđajući nesposobnost broda. Kad se Borg približi i pripremi dokrajčiti brod i posadu, Picard priznaje Q-u da ipak treba njegovu pomoć. Zadovoljan kapetanovim priznanjem, Q odmah prebaci Enterprise van tog udaljenog dijela galaksije natrag na sigurno.

## Vanjske poveznice
- Q tko? na startrek.com  Arhivirana inačica izvorne stranice od 14. kolovoza 2009. (Wayback Machine)